# Distretto di Sason
Il distretto di Sason (in turco Sason ilçesi) è uno dei distretti della provincia di Batman, in Turchia.